# Велика вас при Кршкем
Велика вас при Кршкем (словен. Velika vas pri Krškem) је насељено место у општини Кршко, Посавска регија, Словенија.

## Историја
До територијалне реорганизације у Словенији била је у саставу старе општине Кршко.

## Становништво
У попису становништва из 2011. године, Велика вас при Кршкем је имала 266 становника.
| Број становника према пописима | Број становника према пописима | Број становника према пописима |
| ------------------------------ | ------------------------------ | ------------------------------ |
| 1991                           | 2002                           | 2011                           |
| 280                            | 267                            | 266                            |

Напомена: До 1971. исказивано под именом Велика вас. Године 1971. повећано за насеље Долење, које је укинуто.